# Былым
Былым (карач.-балк. Быллым) — село в Эльбрусском районе Кабардино-Балкарской Республики.
Образует муниципальное образование «сельское поселение Былым», как единственный населённый пункт в его составе.

## География

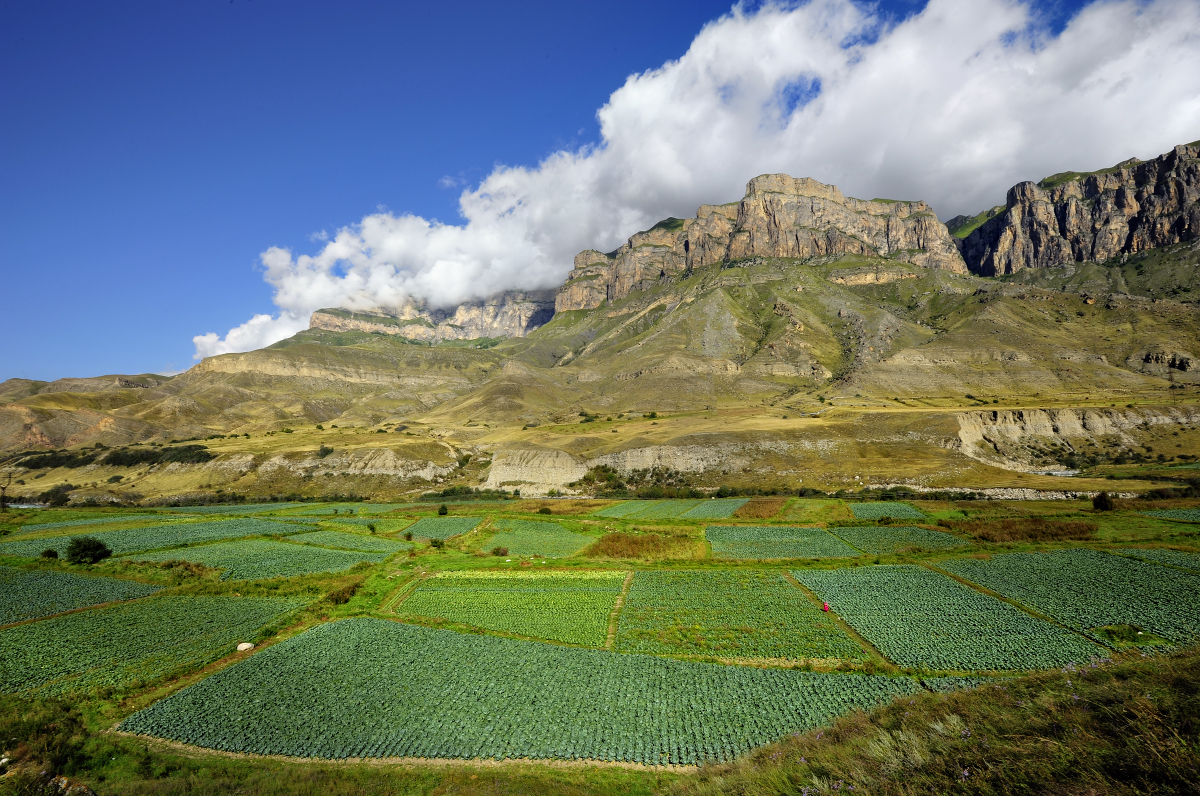
Капустные поля в селении Былым

Селение расположено в восточной части Эльбрусского района, на правом берегу реки Баксан. Находится в 16 км к северу от районного центра города Тырныауз и в 75 км от города Нальчик. Через село проходит федеральная трасса «Баксан—Эльбрус», ведущая в Национальный парк «Приэльбрусье» и восточный склон горы Эльбрус.
Площадь территории сельского поселения составляет — 131 км2. Большую часть территории сельского поселения составляют горные пастбища и сенокосы.
Граничит с землями населённых пунктов: Тырныауз на юге и Бедык на севере.
Населённый пункт расположен в горной части республики, в долине Баксанского ущелья. Средние высоты на территории села составляют 1 035 метров над уровнем моря. Абсолютные высоты превышают 2 000 метров. Высшей точкой сельского поселения является гора Мамишукобаш (2 113 м) расположенное к востоку от села (Скалистый хребет).
Гидрографическая сеть в основном представлена рекой Баксан, и её мелкими притоками, стекающими с окрестных хребтов. Наиболее полноводная из них — речка Кестанты.
Климат умеренный. Средние показатели температуры колеблются от +21°С в июле до −4°С в январе. Среднегодовое количество осадков составляет 600 мм. В начале весны при резких перепадах температуры с гор дует сильный сухой ветер — фён.

## История
Первые постоянные поселения на территории современного села начали возникать в эпоху Позднего Средневековья, хотя археологические данные говорят о заселении территории села ещё в X—XI веках.
До установления Советской власти на землях, где сейчас располагается Былым, находились мелкие разбросанные аулы и летние пастбища. В 1920 году их объединили в одно село, названное Былым.
До 1935 года Былымский сельсовет входил в состав Балкарского округа КБААСР. Затем в результате его разукрупнения включён в состав новообразованного Эльбрусского района.
В 1939 году в окрестностях села открыли угольный рудник «Местпром».
Во время Великой Отечественной войны поселение было захвачено фашистскими войсками, во время их прохода через Баксанское ущелье для водружения фашистского флага над Эльбрусом.
Селение было освобождено в начале 1943 года. Однако через год, в марте 1944 года, балкарцы были депортированы в Среднюю Азию.
После депортации балкарцев, Былым был переименован в село Угольное и его заселили семьями горняков.
В 1949 году село получил статус рабочего посёлка.
В 1957 году решением Верховного Совета СССР балкарцам было разрешено вернутся на свои прежние места проживания.
В 1966 году после закрытия угольного рудника, начался стремительный отток населения из посёлка. Всего в период переписей с 1959 по 1970 года, население посёлка сократилось с 3048 до 1959 человек.
В 1969 году Указом Президиума ВС РСФСР поселок Угольный переименован в Былым.
В 1995 году посёлку был возвращён статус села.

## Население
| 1959  | 1970  | 1979  | 2002  | 2010  | 2012  | 2013  |
| ----- | ----- | ----- | ----- | ----- | ----- | ----- |
| 3048  | ↘1959 | ↗1982 | ↗2009 | ↗2052 | ↗2071 | ↘2064 |
| 2014  | 2015  | 2016  | 2017  | 2018  | 2019  | 2020  |
| ↗2070 | ↘2069 | ↘2067 | ↗2073 | ↘2049 | ↗2061 | ↘2050 |
| 2021  | 2023  | 2024  | 2025  |       |       |       |
| ↗2204 | ↗2228 | ↗2236 | ↘2228 |       |       |       |

Плотность — 17.01 чел./км2.
Национальный состав
По данным Всероссийской переписи населения 2010 года:
| Народ      | Численность, чел. | Доля от всего населения, % |
| ---------- | ----------------- | -------------------------- |
| балкарцы   | 1 989             | 96,9 %                     |
| кабардинцы | 25                | 1,2 %                      |
| другие     | 38                | 1,9 %                      |
| всего      | 2 052             | 100 %                      |

## Местное самоуправление
Совет местного самоуправления сельского поселения Былым. Состоит из 11 депутатов.

## Образование
- Средняя школа № 1 — ул. Ахматова, 56
- Начальная школа Детский сад № 1

## Здравоохранение
- Участковая амбулатория.

## Культура
- Дом Культуры

## Религия
В селе действует одна мечеть.

## Экономика
На территории села ранее функционировал цех по переработке плодов и овощей, и завод по переработке молока. Ранее на территории сельского поселения действовало предприятие по добыче угля. В данный момент большая часть населения занято сельским хозяйством (выращиванием капусты). 

## Улицы
| Улицы и переулки села: |            |
| Улицы                  | Переулки   |
| Ахматова               | Балкарский |
| Баксанская             | Быллымский |
| Заречная               | Совхозный  |
| Мизиева                |            |
| Подгорная              |            |
| Тебердиева             |            |
| Школьная               |            |

## Известные уроженцы
- Ахматов Ибрагим Хашимович — академик, доктор филологических наук.
- Ахматов Мусса Ахматович — академик, доктор технических наук.
- Ахматова Любовь Чепелеуовна — известная балкарская поэтесса, член Союза Писателей России.
- Толгуров Зейтун Хамитович (1939—2016) — балкарский прозаик и литературовед, доктор филологических наук.